# Тарган (річка)
Тарга́н (Тарга́нка) — річка в Україні, в межах Білоцерківського району Київської області. Права притока Росі (басейн Дніпра). 

## Опис
Довжина 38 км, площа водозбірного басейну 247 км². Похил річки 1,9 м/км. Долина завширшки до 2 км, завглибшки до 20 м. Заплава двостороння, завширшки до 300  м. Річище звивисте, завширшки 6—10 м, завглибшки 0,4—1,0 м. У нижній течії річище замулене, є ставки. Використовується на господарські потреби. 

## Розташування
Тарган бере початок на південний захід від села Винарівка. Тече спершу на північ (місцями на північний схід), від села Любча — на північний захід/захід. Впадає до Росі за 246 км від її гирла біля південної частини села Логвин.

## Притоки
- Виногрудка - права притока у селі Винарівка[2]

- Тадійка - права притока у селі Пархомівка[3]

## Галерея

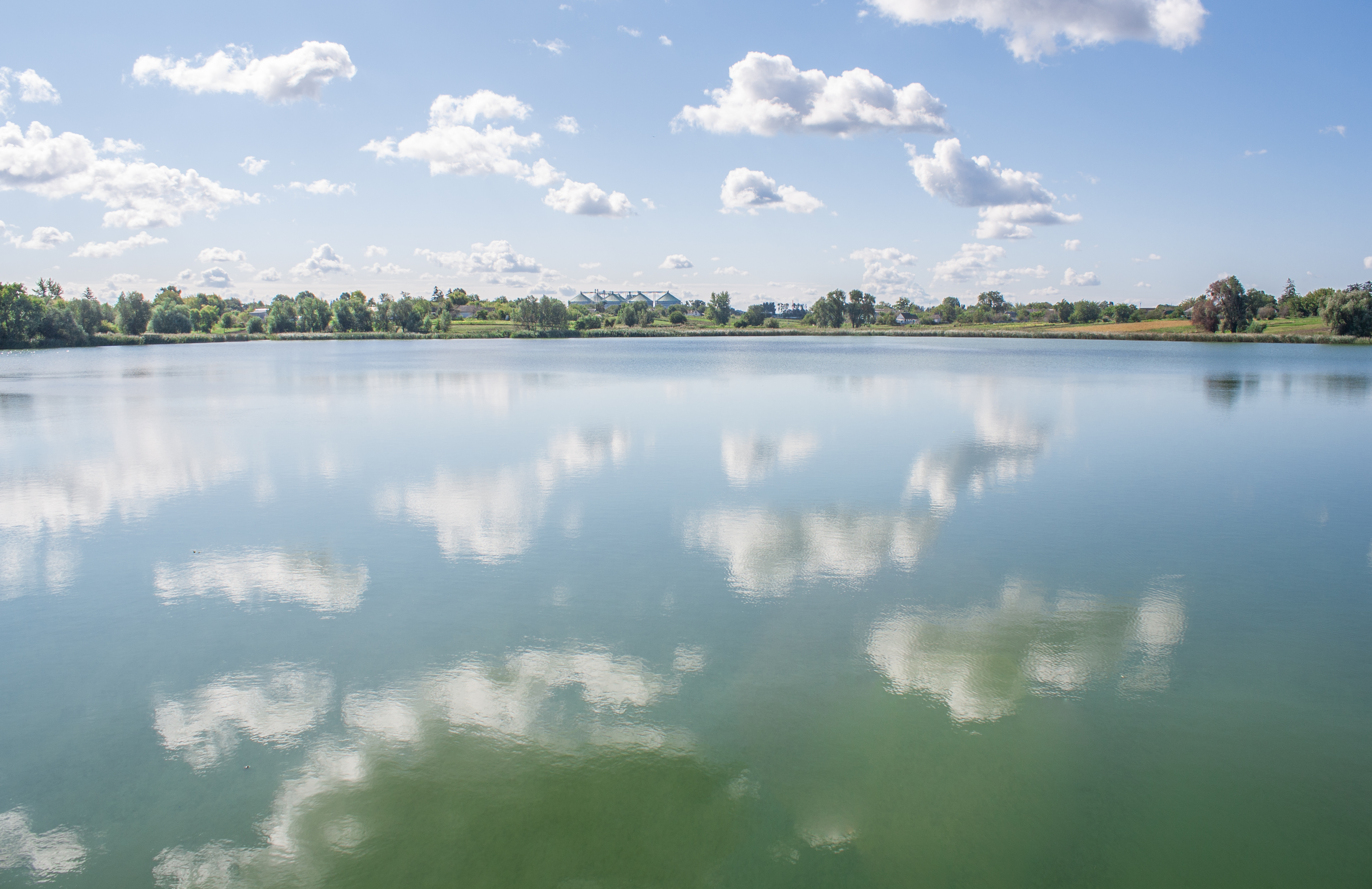
Ставок на річці в селі Іванівка